# عسکر محمدی‌تبار
عسکر محمدی تبار (متولد: ۱۳۴۵ خورشیدی؛ میانه، فرزند اسمعلی) از خوشنویسان معاصر ایرانی در خط نستعلیق است.

## استادان و فراگیری نستعلیق
وی از پانزده سالگی نستعلیق را نزد استادان هاشم زمانیان و غلامحسین امیرخانی و امیر احمد فلسفی و علی شیرازی در انجمن خوشنویسان ایران آموخته است.

## نمایشگاه‌ها
عسکر محمدی تبار تاکنون در چندین نمایشگاه انفرادی و جمعی حضور داشته که برخی از آنها عبارتند از:
- جشنواره خوشنویسی جهان اسلام؛ تهران؛ فرهنگستان هنر؛ ۱۳۷۶( جمعی)
- نمایشگاه بین‌المللی قرآن کریم؛ تمام دوره‌ها (جمعی)
- نمایشگاه آثار خوشنویسی به مناسبت بزرگداشت حکیم فردوسی؛ دانشگاه تهران؛ (جمعی)
- نمایشگاه آثار خوشنویسی قرآنی؛ شارجه امارات؛ (جمعی)
- نمایشگاه آثار خوشنویسی به مناسبت نماز؛ آموزش و پرورش منطقه هفده؛ (انفرادی)
- نمایشگاه آثار خوشنویسی؛ نگارخانه ابن سینا؛ (انفرادی)

## آثار
- نگارش کتاب حافظ

## افتخارات
- کسب رتبه اول در پانزدهمین نمایشگاه بین‌المللی قرآن کریم
- کسب رتبه برتر در اولین جشنواره بشنو از نی
- کسب رتبه برتر در شانزدهمین نمایشگاه بین‌المللی قرآن کریم
- کسب رتبه سوم در چهاردهمین نمایشگاه بین‌المللی قرآن کریم
- کسب رتبه سوم در ششمین جشنواره ملی خوشنویسی یزد
- کسب رتبه برگزیده در سومین جشنواره ملی، فرهنگی، هنری طلیعه ظهور استان قم
- حضور فعال در تمامی دوره‌های نمایشگاه بین‌المللی قرآن کریم
- کسب رتبه اول در دومین دوره مسابقات قرآن کریم آموزش و پرورش استان تهران
- کسب رتبه سوم در آزمون مدرسی انجمن خوشنویسان ایران در سال ۱۳۸۶
- کسب گواهینامه استادی از انجمن خوشنویسان ایران در سال ۱۳۸۷